# Clytra natalensis
Clytra natalensis es un coleóptero de la familia Chrysomelidae. Fue descrita científicamente por primera vez en 1993 por Medvedev.